# Thijmen Goppel
Thijmen Goppel (Leiderdorp, 16 februari 1997) is een Nederlands voetballer die doorgaans speelt als vleugelspeler. In juli 2025 verruilde hij Wehen Wiesbaden voor Bali United.

## Clubcarrière
Goppel speelde in de jeugd van Alkmania en Alphense Boys alvorens hij in 2014 terechtkwam in de opleiding van N.E.C. Na drie jaar, waarin hij geen plek veroverde in het eerste elftal, stapte de vleugelspeler over naar ADO Den Haag. Hier speelde hij in eerste instantie voornamelijk bij de beloften. Zijn debuut in het eerste elftal kwam op 21 oktober 2017, toen gespeeld werd op bezoek bij VVV-Venlo. Goppel begon als reservespeler aan de wedstrijd en kwam in de negentigste minuut binnen de lijnen als vervanger van de geblesseerde Elson Hooi, die eerder al Sheraldo Becker had vervangen. Op dat moment stond ADO voor door een treffer van Erik Falkenburg. In de blessuretijd van de tweede helft gaf Goppel een assist op Bjørn Johnsen, die daarmee tekende voor de beslissende 0-2.
In de winterstop nam coach Alfons Groenendijk de vleugelspeler, net als mede-belofte Shaquille Pinas, mee op trainingskamp naar het Turkse Belek. Tijdens dit trainingskamp tekende Goppel zijn eerste professionele verbintenis, die hem vastlegde tot medio 2020. Goppel werd in de zomer van 2019 voor één seizoen verhuurd aan MVV Maastricht. In de zomer verliep zijn verbintenis bij ADO. Hierop legde Roda JC hem vast.
Een jaar na zijn komst naar Kerkrade wilde Goppel graag een transfer maken naar Wehen Wiesbaden, maar volgens de speler vroeg Roda te veel geld voor zijn overgang. Later die maand kwam de transfer alsnog van de grond en Goppel tekende voor twee jaar bij Wehen Wiesbaden. Zijn verbintenis werd in het voorjaar van 2023 opengebroken en met twee seizoenen verlengd tot medio 2025. Na afloop van het seizoen 2022/23 promoveerde Wehen Wiesbaden naar de 2. Bundesliga.
Een seizoen later degradeerde de club weer naar de 3. Liga. Op dat niveau kwam Goppel tot zes doelpunten en acht assists. Daarna verliep zijn contract en werd hij door Bali United aangetrokken met een verbintenis voor twee seizoenen.

## Clubstatistieken
| Seizoen | Club             | Competitie     | Competitie | Competitie | Beker | Beker | Internationaal | Internationaal | Nacompetitie | Nacompetitie | Totaal | Totaal |
| Seizoen | Club             | Competitie     | Wed.       | Dlp.       | Wed.  | Dlp.  | Wed.           | Dlp.           | Wed.         | Dlp.         | Wed.   | Dlp.   |
| ------- | ---------------- | -------------- | ---------- | ---------- | ----- | ----- | -------------- | -------------- | ------------ | ------------ | ------ | ------ |
| 2017/18 | ADO Den Haag     | Eredivisie     | 15         | 0          | 0     | 0     | —              | —              | —            | —            | 15     | 0      |
| 2018/19 | ADO Den Haag     | Eredivisie     | 22         | 0          | 0     | 0     | —              | —              | —            | —            | 4      | 0      |
| 2019/20 | ADO Den Haag     | Eredivisie     | 4          | 0          | 0     | 0     | —              | —              | —            | —            | 4      | 0      |
| 2019/20 | → MVV Maastricht | Eerste divisie | 25         | 1          | 1     | 1     | —              | —              | —            | —            | 26     | 2      |
| 2020/21 | Roda JC          | Eerste divisie | 34         | 4          | 1     | 0     | —              | —              | 2            | 2            | 37     | 6      |
| 2021/22 | Wehen Wiesbaden  | 3. Liga        | 35         | 4          | 1     | 0     | —              | —              | —            | —            | 36     | 4      |
| 2022/23 | Wehen Wiesbaden  | 3. Liga        | 18         | 3          | 0     | 0     | —              | —              | 0            | 0            | 18     | 3      |
| 2023/24 | Wehen Wiesbaden  | 2. Bundesliga  | 32         | 3          | 1     | 0     | —              | —              | 2            | 0            | 35     | 3      |
| 2024/25 | Wehen Wiesbaden  | 3. Liga        | 32         | 6          | 1     | 0     | —              | —              | —            | —            | 33     | 6      |
| 2025/26 | Bali United      | Liga 1         | 0          | 0          | 0     | 0     | —              | —              | —            | —            | 0      | 0      |
| Totaal  | Totaal           | Totaal         | 217        | 21         | 5     | 1     | 0              | 0              | 4            | 2            | 226    | 24     |

Bijgewerkt op 3 juli 2025.